# EA Black Box
EA Black Box Inc. (anteriormente conhecida como Black Box Games) foi uma desenvolvedora Canadense de jogos eletrônicos situada na cidade de Vancouver, e foi fundada em 1998 por ex-funcionários da Radical Entertainment.
A Black Box já havia desenvolvido games para diversos estúdios, como Sega, Midway Games e Electronic Arts. Depois de ser adquirida pela Electronic Arts em junho de 2002, tornou-se uma subsidiária totalmente controlada pela EA Canada. Em 2005 se tornou uma empresa independente da EA Canada, mas ainda de propriedade da Electronic Arts sob o selo EA Games.
A Black Box anunciou em 19 de Dezembro de 2008 que iria desativar seu estúdio em Vancouver, em função de relocação das operações para as instalações da EA Canada em Burnaby, como parte dos planos de consolidação da Electronic Arts em todo o mundo. Ela foi renomeada como Quicklime Games durante o desenvolvimento de Need for Speed World, mas após uma série de reestruturações ela foi fechada pela EA em abril de 2013.

## Títulos
| Título                        | Ano de Lançamento | Plataforma(s)                                                                   |
| ----------------------------- | ----------------- | ------------------------------------------------------------------------------- |
| NHL 2K                        | 2000              | Dreamcast                                                                       |
| NASCAR 2001                   | 2000              | PlayStation, PlayStation 2                                                      |
| NHL Hitz 20-02                | 2001              | GameCube, PlayStation 2, Xbox                                                   |
| Sega Soccer Slam              | 2002              | GameCube, PlayStation 2, Xbox                                                   |
| NHL Hitz 20-03                | 2002              | GameCube, PlayStation 2, Xbox                                                   |
| Need for Speed: Hot Pursuit 2 | 2002              | PlayStation 2                                                                   |
| NHL 2004                      | 2003              | GameCube, PlayStation 2, Xbox                                                   |
| Need for Speed: Underground   | 2003              | Microsoft Windows, GameCube, PlayStation 2, Xbox                                |
| NHL 2005                      | 2004              | GameCube, PlayStation 2, Xbox                                                   |
| Need for Speed: Underground 2 | 2004              | Microsoft Windows, GameCube, PlayStation 2, Xbox                                |
| Need for Speed: Most Wanted   | 2005              | Microsoft Windows, PlayStation 2, Xbox, Xbox 360                                |
| Need for Speed: Carbon        | 2006              | Microsoft Windows, Macintosh, PlayStation 2, PlayStation 3, Wii, Xbox, Xbox 360 |
| Skate                         | 2007              | PlayStation 3, Xbox 360                                                         |
| Need for Speed: ProStreet     | 2007              | Microsoft Windows, PlayStation 2, PlayStation 3, Wii, Xbox 360                  |
| Need for Speed: Undercover    | 2008              | Microsoft Windows, PlayStation 2, PlayStation 3, Wii, Xbox 360                  |
| Skate It                      | 2008              | Wii                                                                             |
| Skate 2                       | 2009              | PlayStation 3, Xbox 360                                                         |
| Skate 3                       | 2010              | PlayStation 3, Xbox 360                                                         |
| Need for Speed: World         | 2010              | Microsoft Windows                                                               |
| Need For Speed: The Run       | 2011              | Microsoft Windows, PlayStation 3, Xbox 360, Wii, Nintendo 3DS                   |